# (6863) 1991 PX8
A (6863) 1991 PX8 a Naprendszer kisbolygóövében található aszteroida. Henry E. Holt fedezte fel 1991. augusztus 5-én.